# 垂花百合
垂花百合（学名：Lilium cernuum）为百合科百合属下的一个种。

## 扩展阅读

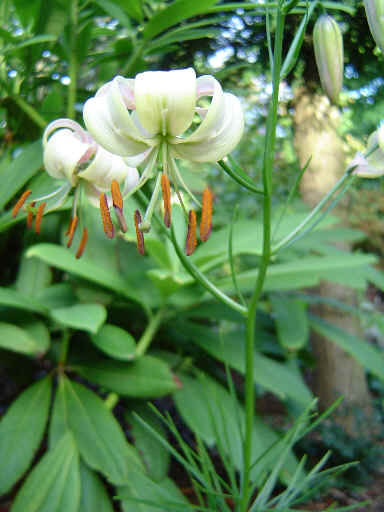
Lilium cernuum var. album

- 维基共享资源上的相關多媒體資源：垂花百合
- 維基物種上的相關：垂花百合